# Ipomoea garckeana
Ipomoea garckeana är en vindeväxtart som beskrevs av Wilhelm Vatke. Ipomoea garckeana ingår i släktet praktvindor, och familjen vindeväxter. Inga underarter finns listade i Catalogue of Life.